# Tadano Faun
Die Tadano Faun GmbH (Eigenschreibung TADANO FAUN) ist ein deutsches Maschinenbauunternehmen für Fahrzeugkräne mit Sitz in Lauf an der Pegnitz. Tadano Faun GmbH ist ein Tochterunternehmen der japanischen Tadano Ltd. und entwickelt und produziert All-Terrain-Krane und Lkw-Aufbaukrane, die auf handelsübliche Lkw-Fahrgestelle montiert werden. Für Geländekrane, die ausschließlich von der Muttergesellschaft in Japan produziert werden, übernimmt Tadano Faun GmbH Vertrieb und Service in Europa. Ein Schwesterunternehmen ist Tadano Europe, die ehemaligen Demagkrane in Zweibrücken.

## Geschichte

Historisches Logo des Unternehmens

Zu seinen Ursprüngen zählt das Unternehmen unter anderen die 1845 gegründete Nürnberger Gießerei von Justus Christian Braun, die auf Feuerlöschgeräte spezialisiert war. Über die Nürnberger Feuerlöschgeräte- und Maschinenfabrik vorm. Justus Christian Braun AG, die bereits 1908 die ersten Abfallsammelfahrzeuge und Kehrmaschinen baute, und die Justus Christian Braun Premier-Werke ging die Produktion 1914 auf die Nürnberger Feuerlöschgeräte-, Automobillastwagen- und Fahrzeugfabrik Karl Schmidt über, die 1917 mit der Fahrzeugfabrik Ansbach AG zur Fahrzeugfabriken Ansbach und Nürnberg AG, seit 1920 kurz FAUN-Werke, fusionierte.
1986 verkaufte die Eigentümerfamilie Schmidt die FAUN-Werke an den Baumaschinenhersteller Orenstein & Koppel. Die Sparte der Kommunalfahrzeuge wurde abgetrennt und ab 1994 als Unternehmen der Kirchhoff-Gruppe mit dem Werk in Osterholz-Scharmbeck unter dem Namen Faun Umwelttechnik weitergeführt. Der restliche Teil des Unternehmens wurde 1990 durch den japanischen Mobilkranhersteller Tadano Ltd. übernommen. Die Faun GmbH stellte ab diesem Zeitpunkt das produzierende Unternehmen dar, die Tadano Faun GmbH die Vertriebsgesellschaft. Seit dem Jahr 2012 sind beide Gesellschaften zur alleinigen Tadano Faun GmbH verschmolzen.
Das Unternehmen hat am 23. Dezember 2020 Insolvenz beantragt. Das Schutzschirmverfahren wurde am 31. März 2021 erfolgreich beendet.
Die Marken in der Gruppe sollen auf Tadano vereinheitlicht werden (und damit wird die Marke Faun zukünftig fallengelassen).

## Produkte
Nachdem im Jahre 1990 das stark exportabhängige Geschäft mit schweren Zugmaschinen eingestellt wurde, werden bis heute ausschließlich Fahrzeugkrane gefertigt sowie Service- und Reparaturarbeiten an militärischen Spezialfahrzeugen durchgeführt.
Hergestellt werden Mobilkrane für bis zu 600 t Traglast bei einer maximalen Auslegerverlängerung von 94,1 m und Radius von 104 m.

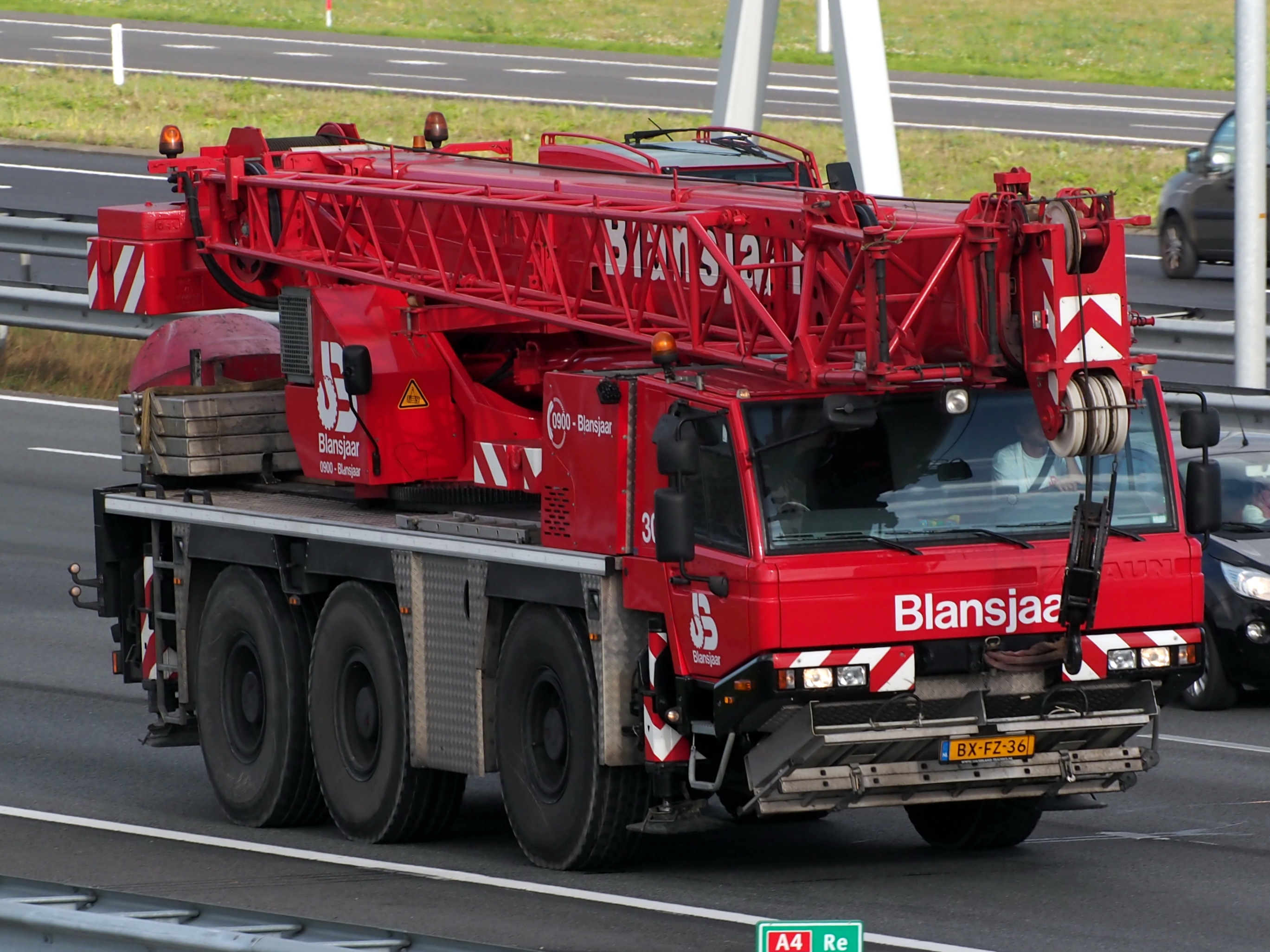
ATF 50-G3
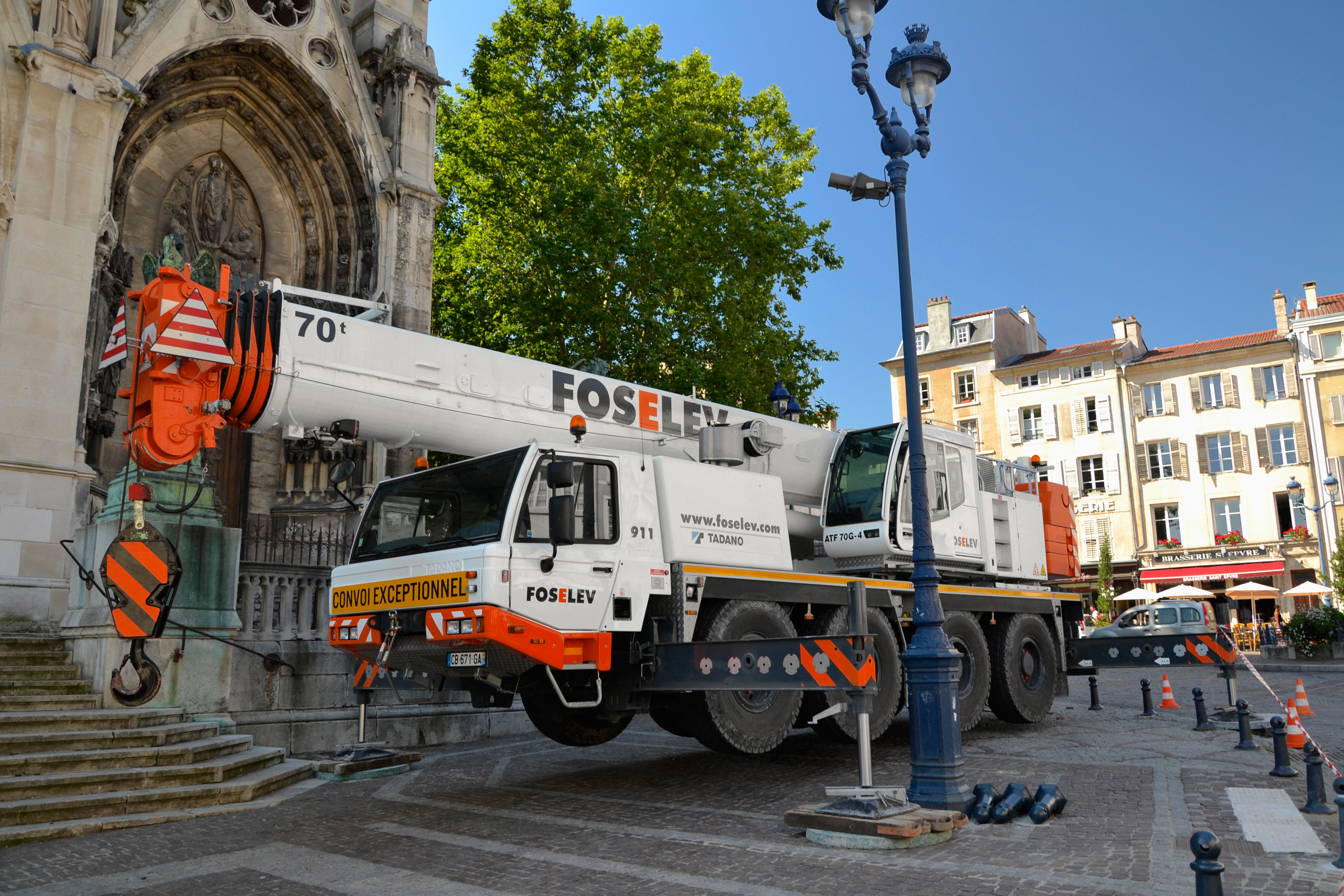
ATF 70G-4
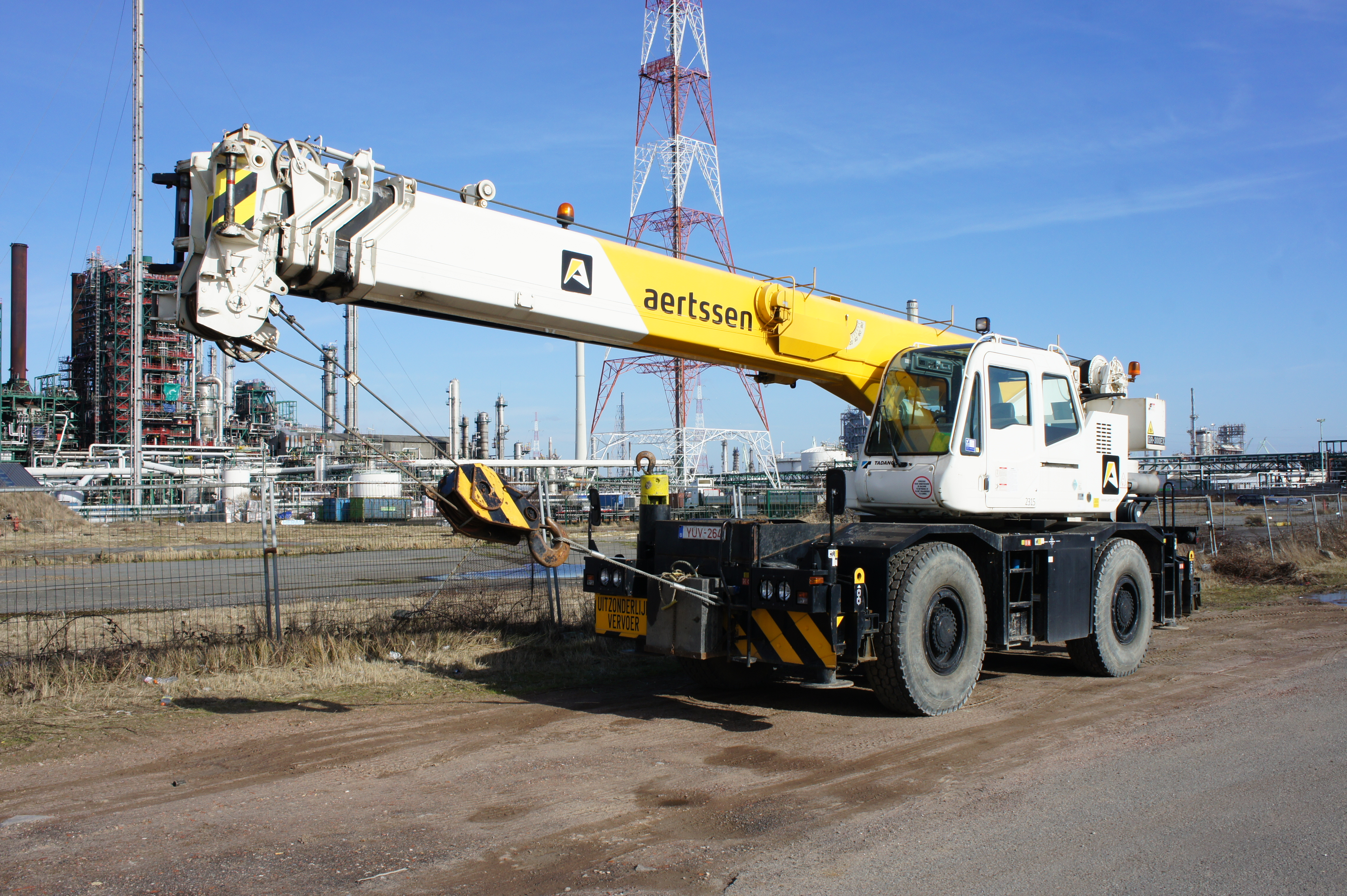
GR-300EX